# Lekhnath
Lekhnath (Nepali लेखनाथ नगरपालिका) ist eine Stadt (Munizipalität) im Pokharatal im zentralen Nepal, ca. 7 km südöstlich von Pokhara; die beiden Stadtgebiete grenzen aneinander. 
Die Stadt entwickelte sich als Vorort von Pokhara und hat kein eigentliches Zentrum ausgebildet. 
Lekhnath liegt im Distrikt Kaski der Verwaltungszone Gandaki.
Nördlich von Lekhnath erhebt sich das Annapurna-Massiv.
Das südlich des Flusses Seti Gandaki gelegene Village Development Committee Bharatpokhari wurde eingemeindet.
Das Stadtgebiet wurde dadurch um 44,2 km² vergrößert und umfasst nun 121,6 km².
Lekhnath ist nach dem bekannten nepalesischen Dichter Lekh Nath Paudyal (1885–1966) benannt, der in dem Stadtteil Arghaun Archale zur Welt kam. Im Stadtgebiet befinden sich sieben Seen: Begnassee, Rupasee, Khaste, Depang, Maidi, Neureni und Gunde, von denen die kleineren weitgehend verlandet sind.

## Einwohner
Bei der Volkszählung 2011 hatte die Stadt Lekhnath (einschließlich Bharatpokhari) 68.622 Einwohner (davon 31.218 männlich) in 17.405 Haushalten.